# Una mujer sin importancia (obra de teatro)
Una mujer sin importancia (A Woman of No Importance) es una obra de teatro en tres actos y cuatro cuadros de Oscar Wilde, estrenada en 1893.

## Argumento
La acción se desarrolla en una casa de campo inglesa propiedad de Lady Hunstanton. Se abre el telón y se ve la terraza donde Lady Caroline conversa con una puritana invitada estadounidense de Lady Hunstanton: Hester Worsley. Otros personajes entran en escena, incluyendo la encantadora Lady Allonby, la dócil Lady Stutfield y el sumiso marido de Lady Caroline, Sir John. Discuten sobre cuestiones banales y más tarde se une el carismático y encantador, Lord Illingworth, que ha ofrecido el cargo de Secretario a Gerald Arbuthnot. Rachel, la madre de Gerald, es invitada a unirse a la reunión, y cuando llega, se da cuenta de que lord Illingworth es el padre de Gerard. Ella tuvo un romance con él hace veinte años, quedó embarazada, y él se negó a casarse con ella, convirtiéndola en una mujer desgraciada. Por tanto, se muestra renuente a que Gerald se convierta en el secretario de Illingworth, aunque no le dice nada a Gerald. Éste descubre el pasado de su madre en un momento especialmente dramático, después de intentar matar a lord Illingworth, que había abrazado Hester Worsleyde Wildien.
Al final, Gerard, la señora Alburthnot y Hester parten de Inglaterra hacia los Estados Unidos con la esperanza de vivir en una sociedad donde no serán juzgados con demasiada dureza.

## Estreno
La obra se estrenó el 19 de abril de 1893 con la interpretación estelar de Herbert Beerbohm Tree y Julia Neilson. La primera actuación fue un gran éxito, a pesar de que Wilde fue abucheado, al parecer por una línea que dice "Inglaterra se encuentra como a un leproso de color púrpura"  que fue retirada más tarde. El Príncipe de Gales asistió a la segunda representación y le pidió a Wilde que no alterara una sola línea. La obra se estrenó también en Nueva York el 11 de diciembre del mismo año, protagonizada por Maurice Barrymore y Rose Coghlan y estaba prevista una gira, que fue cancelada cuando Wilde fue arrestado y acusado de indecencia y sodomía.

## La obra en castellano
La primera traducción de la obra al castellano se debe a Ricardo Baeza Duran y data de 1911. En esa fecha Ramón Gómez de la Serna organizó una lectura dramatizada en el Ateneo de Madrid, siendo la primera puesta en escena de una obra de Wilde en España.
En octubre de 1917 se representó sobre el escenario del Teatro de la Princesa de Madrid en versión de Antonio Plañiol por la compañía de Francisco García Ortega, quien interpretó el papel de Lord Illingworth, con Ana Adamuz como Mrs. Arbuthnot.
La obra se repuso en 2000 con dirección de Julio Escalada e interpretación de Tomás Gayo, Silvia Tortosa, Charo Soriano y Teté Delgado.
Existe también tres versiones para la pequeña pantalla, emitidas ambas por Televisión española: 
- La primera, el 3 de junio de 1964 en el espacio Primera fila, con Tomás Blanco, Luchy Soto, Mary González, Emilio Gutiérrez Caba, Nélida Quiroga, Tina Sáinz y Valentín Tornos.
- La segunda en el espacio Estudio 1, el 20 de agosto de 1968, con adaptación, dirección y realización de Alberto González Vergel, y actuación de Guillermo Carmona, Perla Cristal, Mary González, Julio Goróstegui, José María Navarro, Mayrata O'Wisiedo, Luis Prendes, Nélida Quiroga, Josefina Robera, Paloma Valdés y Mario Álex.
- La tercera, también en Estudio 1, el 6 de julio de 1980, e interpretada por Ramiro Oliveros, Concha Cuetos (Mrs. Arbuthnot), Juan Carlos Naya (Gerard), María Silva, Luisa Armenteros, Ana María Ventura y Maruchi Fresno.

En Buenos Aires, en el 2013, se reestrenó una versión libre de Diego Armel, con actuación, entre otros, de Tere Lagomarsino, Lorenzo Abascal y Gustavo De Filpo (Sir John Pontefrack).